# Neil Redfearn
Neil David Redfearn (Dewsbury, 20 giugno 1965) è un allenatore di calcio ed ex calciatore inglese, di ruolo centrocampista.

## Biografia
Suo padre Brian fu a sua volta un calciatore professionista, e trascorse gran parte della sua carriera al Bradford PA.

## Carriera

### Giocatore
Dopo aver giocato nelle giovanili del Nottingham Forest esordisce tra i professionisti all'età di 17 anni con il Bolton, club della seconda divisione inglese, nella stagione 1982-1983; rimane nel club anche nella stagione successiva, trascorsa però in terza divisione. Tra il 1984 ed il 1986 gioca poi in quarta divisione con il Lincoln City, mentre nella stagione 1986-1987 gioca in terza divisione con il Doncaster. Nella stagione 1987-1988 e nella prima parte della stagione 1988-1989 gioca invece in seconda divisione con il Crystal Palace, con cui segna in tutto 10 gol in 57 presenze. Trascorre in questa categoria anche la seconda parte della stagione 1988-1989 ed i primi mesi della stagione 1989-1990 con il Watford (24 presenze e 3 reti) e la seconda parte della stagione 1989-1990 con l'Oldham Athletic, con cui poi nella stagione 1990-1991 vince il campionato, conquistando così una promozione in prima divisione. Pur essendo stato uno dei protagonisti della promozione (in poco meno di due stagioni segna infatti 16 reti in 62 partite di campionato), non viene riconfermato per la stagione 1991-1992, nella quale gioca invece nuovamente in seconda divisione con il Barnsley, ovvero il club in cui trascorre sostanzialmente tutta la parte centrale della sua carriera: rimane infatti ai Tykes per sette stagioni consecutive, dal 1991 al 1998, giocando con grandissima regolarità (in totale gioca infatti 292 partite di campionato, segnandovi anche 72 reti) e, soprattutto, contribuendo in modo determinante (17 reti in 43 presenze) nella stagione 1996-1997 alla conquista della prima promozione in prima divisione nella storia del club: il 9 agosto 1997, al nono minuto di gioco della partita persa per 2-1 in casa contro il Chelsea, realizza la rete del momentaneo 1-0, che coincide anche con la prima rete in assoluto nella storia del Barnsley in un campionato di prima divisione. La stagione 1997-1998, pur vedendolo stabilmente titolare (chiude infatti il campionato in doppia cifra di reti segnate, a quota 10, in 37 presenze) ha in realtà un epilogo negativo a livello di squadra, visto che il Barsnley si piazza al penultimo posto in classifica con 35 punti, facendo immediato ritorno in seconda divisione.
Dopo 338 presenze e 84 reti fra tutte le competizioni ufficiali, nell'estate del 1998 Redfearn lascia però il club, venendo ceduto al Charlton, altra formazione di prima divisione; la stagione 1998-1999 ha però per lui un epilogo simile a quella precedente: pur giocando da titolare e con un buon rendimento (30 presenze e 3 reti), la sua squadra retrocede infatti in seconda divisione, questa volta con un terzultimo posto in classifica. Nell'estate del 1999 viene poi ceduto al Bradford City. Qui, pur concludendo il campionato di prima divisione con una salvezza, non riesce in realtà ad esprimersi sui livelli del biennio precedente: gioca infatti 17 partite e segna un'unica rete, contro il Leicester City; anche la sua permanenza ai Bantams, così come la precedente al Charlton, finisce per durare una sola stagione, e lo stesso vale per quella nel suo successivo club, il Wigan, con la cui maglia nella stagione 2000-2001 realizza 3 reti in 22 presenze in terza divisione. Nell'estate del 2001 scende di un'ulteriore categoria, accasandosi all'Halifax Town in quarta divisione: la stagione degli Shaymen si conclude peraltro con un ultimo posto in classifica in campionato e, di conseguenza, con la retrocessione in Football Conference (quinta divisione e più alto livello calcistico inglese al di fuori della Football League); durante la stagione Redfearn trascorre anche due brevi periodi come allenatore ad interim del club: in particolare, il 13 agosto 2001 alle dimissioni di Paul Bracewell gli viene affidata la guida tecnica della squadra, che mantiene fino al 12 ottobre 2001 conquistando 2 vittorie, 2 pareggi e 3 sconfitte in 8 partite, mentre dopo l'esonero di Alan Little (che a sua volta dal 13 ottobre 2001 l'aveva sostituito, facendogli riprendere il solo ruolo di giocatore), il 1º marzo 2002 torna in carica come allenatore ad interim, mantenendo l'incarico fino al 25 aprile 2002 e conquistando 3 vittorie, un pareggio e 7 sconfitte in 11 partite (per un totale quindi di 5 vittorie, 6 pareggi e 10 sconfitte in 19 partite da lui allenate in stagione).
Nel corso del campionato segna inoltre 6 gol in 42 partite (mantiene infatti il posto da titolare con tutti i vari allenatori avvicendatisi in panchina), ma a fine stagione, complice la volontà dell'Halifax Town di tenerlo nel club solamente come giocatore e non con anche il doppio ruolo di allenatore, decide di non firmare un nuovo contratto con il club e di passare invece con il doppio ruolo di giocatore e vice allenatore al Boston Utd; rimane in squadra fino al 19 marzo 2004, giocando spesso da titolare (54 presenze e 12 reti in quarta divisione), per poi trasferirsi in questa data al Rochdale, con cui conclude la stagione giocando altre 9 partite in quarta divisione. Nell'estate del 2004 i nerazzurri non gli offrono un nuovo contratto, lasciandolo così svincolato. Quelle con il Rochdale sono peraltro le ultime delle 790 presenze totali (con anche 158 reti segnate) nell'arco di 22 stagioni e con 13 club diversi nei campionati della Football League, nei quali è il sesto di sempre (dietro solamente a Peter Shilton, Tony Ford, Tommy Hutchison, Graham Alexander e Terry Paine) per numero di partite giocate.
La sua carriera, nonostante all'addio al Rochdale abbia 39 anni, continua in realtà per un altro quadriennio nelle serie minori: già nell'estate del 2004 è in Football Conference allo Scarborough allenato dal suo ex compagno di squadra all'Oldham Nick Henry: nell'estate del 2005, alla scadenza del contratto annuale che aveva precedentemente firmato, rinnova per un'altra stagione, nella quale a partire dal 24 ottobre 2005, complice l'esonero di Henry, diventa allenatore ad interim dei Seagulls, salvo poi già dal 1º novembre venire confermato in questo ruolo fino al termine della stagione, pur mantenendo per sua volontà anche il ruolo di giocatore (in due anni con il club segna infatti in totale 18 reti in 61 partite di campionato). Il 6 luglio 2006, a campionato finito, quando il club decide di sostituire contro la sua volontà con Mark Patterson l'appena dimessosi Eric Winstanley (suo vice), Redfearn si dimette e lascia lo Scarborough.
Il 29 giugno 2006 si accasa al Bradford PA (lo stesso club in cui aveva giocato suo padre, e che nel frattempo era scivolato nelle serie minori), club di Northern Premier League First Division (ottava divisione), con cui il 4 novembre 2006 in un incontro di FA Trophy contro il Solihull Moors gioca la sua partita ufficiale numero 1000 in carriera. Nel marzo del 2007 lascia poi il club per trascorrere gli ultimi mesi della stagione allo Stocksbridge PS, altra formazione del medesimo campionato. Nell'estate del 2007 passa in Conference National (quinta divisione) al Northwich Victoria, ma con il solo ruolo di allenatore: si tratta quindi della prima stagione dal 1982 in cui non inizia un campionato anche con questo ruolo. L'esperienza al Northwich Victoria è però in realtà piuttosto breve, visto che il 17 settembre 2007, dopo aver conquistato un solo punto nelle prime 9 giornate di campionato, Redfearn si dimette dall'incarico. Già pochi giorni più tardi viene peraltro ingaggiato dal Frickley Athletic, formazione di Northern Premier League (settima divisione), solamente come giocatore; lascia il club già il 5 novembre per andare a giocare nel Bridlington Town, club della medesima categoria e da cui a sua volta si svincola nel gennaio del 2008 in seguito alle dimissioni dell'allenatore Ash Barry, che l'aveva voluto in squadra.
Nel febbraio del 2008 ottiene un ruolo da allenatore nelle giovanili dello York City, club di quarta divisione, di cui dal 21 al 24 novembre 2008 diventa poi anche allenatore ad interim della prima squadra, mantenendo l'incarico per una sola partita (il pareggio casalingo per 2-2 contro il Crawley Town del 22 novembre 2008). Durante la sua permanenza allo York City ha anche giocato in modo sporadico per due club dilettantistici, ovvero l'Emley (dal luglio all'ottobre del 2008) ed il Salford City (dall'ottobre al novembre del 2008): questo è anche il suo ultimo club, perché il 24 novembre 2008, all'arrivo di Martin Foyle come allenatore dello York City, viene ingaggiato per il resto della stagione con il ruolo di vice allenatore e così, all'età di 43 anni, termina definitivamente la sua carriera da calciatore.

### Allenatore
Il 30 dicembre 2008 si dimette dallo York City per andare ad allenare la squadra Under-18 del Leeds Utd. Nel dicembre del 2010, quando Neil Thompson lascia il club, ne prende il posto come allenatore della formazione riserve. Il 1º febbraio 2012, quando Simon Grayson viene esonerato, ne prende il posto come allenatore ad interim della prima squadra, impegnata nel campionato di seconda divisione: rimane in carica fino al 20 febbraio, conquistando 2 vittorie e 2 pareggi in 4 partite allenate. All'arrivo in squadra di Neil Warnock come nuovo allenatore torna poi alla guida dell'Under-18. Il 1º aprile 2013, all'esonero di Warnock, viene richiamato come allenatore ad interim della prima squadra: questa volta resta in carica fino al 12 aprile, perdendo entrambe le partite in cui siede in panchina. Lasciato questo incarico rimane in prima squadra come collaboratore tecnico, mantenendo tale ruolo fino al 27 ottobre 2014 quando, dopo l'esonero di Dave Hockaday, diventa allenatore: questa volta resta in carica fino a fine stagione, conquistando un sedicesimo posto in classifica nel campionato di seconda divisione. Tra il 9 ottobre 2015 e l'8 febbraio 2016 ha invece allenato il Rotherham Utd, sempre in seconda divisione, ottenendo 5 vittorie, 2 pareggi e 14 sconfitte in 21 partite. In seguito ha anche allenato varie squadre femminili inglesi oltre che la formazione Under-23 del Newcastle Utd e la formazione Under-18 del Bradford City. Tra il gennaio ed il febbraio del 2025 allena per complessive 4 partite (raccogliendo 2 pareggi e 2 sconfitte) i Farsley Celtic, club di National League North (sesta divisione).

## Palmarès

### Giocatore

#### Competizioni nazionali
- Campionato inglese di seconda divisione: 1

Oldham Athletic: 1990-1991